# Dizə (Şərur)
Dizə è un comune dell'Azerbaigian situato nel distretto di Şərur.